# 陳進興 (演員)
陳進興（1960年7月1日—2008年5月15日），臺灣男演員，1997年以電影《愛情來了》獲金馬獎最佳男配角。

## 概略
陳進興有地中海貧血病史，身體狀況欠佳。據《愛情來了》導演陳玉勳回憶，電影拍攝時，他曾昏倒送醫，但仍堅持出院拍完。由於演出機會不多，他長年鬱鬱寡歡並酗酒，導致其健康狀況逐漸衰退。2004年演完大愛劇場《無處不在》之後，他就臥病在床。2008年他因關節磨損開刀導致多重器官衰竭，病逝於臺大醫院，得年四十七歲。

## 演出作品
- 我的神經病（1997）
- 愛情來了（1997）
- 用力呼吸（2003，公視人生劇展）
- 無處不在（2004，大愛劇場）

## 外部連結
- 陳進興在互联网电影资料库（IMDb）上的資料（英文）（英文）
- 陳進興在香港影庫上的簡介
- 陳進興在豆瓣上的资料（简体中文）
- 陳進興在时光网上的簡介（简体中文）